# Luis Fernando Peña
Luis Fernando Peña, (Mexico, Mexique ; 27 septembre 1982) est un acteur mexicain, trois fois nommé au Prix Ariel. Il est considéré comme l'un des acteurs les plus prometteurs de sa génération.

## Biographie
Luis Fernando Peña est né à Mexico le 27 septembre 1982. À l'école primaire, il participe à un concours de théâtre et s'y fait remarquer. Après plusieurs auditions, il obtient un rôle pour le film Un embrujo (1998) de Carlos Carrera. Il continue alors ses études en participant aux ateliers de l'Institut National de Beaux-Arts du Mexique.
L'année 2001 est décisive pour l'acteur, qui participe à deux films acclamés par les critiques : Parfum de violettes et De la calle, son premier rôle principal au cinéma, aux côtés de Maya Zapata, pour lequel il est nommé au Prix Ariel. Aussitôt, le réalisateur Fernando Sariñana lui propose le rôle principal du film Amarte duele (2002), aux côtés de l'actrice Martha Higareda. Ce film le fait connaître au Mexique et en Europe. Profitant du succès de Peña, le producteur Pedro Damián lui donne un des rôles principaux de sa telenovela Classe 406 (2003).
Peña fait du théâtre, il a notamment interprété Clash (2011) et 12 hombres en pugna (2013). Il a également joué dans les séries Fuego en la sangre (2008) et Teresa (2011). Il a participé en tant qu'acteur au projet Microteatro México, portant sur l’œuvre El Periodista (2013) sous la direction d'Alejandro Ramírez.
en 2018 , il interprète le rôle de Armando Rayo López dans la série el chapo 

## Nominations et prix

### Prix Ariel
| Année | Catégorie | Film                | Résultat |
| ----- | --------- | ------------------- | -------- |
| 2001  | Acteur    | Parfum de violettes | Nommé    |
| 2002  | Acteur    | De la calle         | Nommé    |
| 2003  | Acteur    | Amarte duele        | Nommé    |

### Diosa de Plata
| Année | Catégorie | Film        | Résultat |
| ----- | --------- | ----------- | -------- |
| 2002  | Acteur    | De la calle | Gagnant  |

### Sol de oro, Festival de Biarritz d'Amérique Latine, France
| Année | Catégorie                | Film         | Résultat |
| ----- | ------------------------ | ------------ | -------- |
| 2003  | Interprétation masculine | Amarte duele | Gagnant  |

### Festival international du film d'amour de Mons
| Année | Catégorie | Film         | Résultat |
| ----- | --------- | ------------ | -------- |
| 2004  | Acteur    | Amarte duele | Gagnant  |

### Prix El Heraldo (Mexique)
| Année | Catégorie | Film        | Résultat |
| ----- | --------- | ----------- | -------- |
| 2002  | Acteur    | De la calle | Gagnant  |

### MTV Movie Awards (Mexique)
| Année | Catégorie       | Film         | Résultat                                      |
| ----- | --------------- | ------------ | --------------------------------------------- |
| 2002  | Meilleur baiser | De la calle  | Nommé, ainsi que Maya Zapata[réf. nécessaire] |
| 2003  | Acteur favori   | Amarte duele | Nommé                                         |

## Filmographie
- "Mujeres Maras" (2012)
- "Por tus pujidos nos caharon" (2012)
- "Por tu Culpa" (2012)
- Las armas del alba (2013)
- Suave Patria (2012)
- El fuego inolvidable (2012)
- Destino mara (2010)
- Sicario: Ejecucción de mando (2009)
- Crónicas chilangas (2009)
- Sin nombre (2009)
- ¡Vámonos a la revolución! (2008) (Court-métrage)
- La Suburban de las monjas (2008)
- Victorio (2008)
- Sleep dealer / Traficantes de sueños (2008)
- La sorpresa (2007)
- Corazón marchito (2007)
- El último silencio (2007)
- El Diablo (2007)
- La vulka (2004)
- Contratiempo (2003)
- Amarte duele (2002)
- De la calle (2001)
- Parfum de violettes (2001)
- Un embrujo (1998)

### Feuilletons
- A que no me dejas (2015-16)
- El color de la pasión (2014)
- Mentir para vivir (2013)
- Teresa (2011)
- Fuego en la sangre (2008)
- Clase 406 (2003)